# Elluz Peraza
Elluz Peraza (Caracas, Venezuela, 1958. január 26. –) venezuelai színésznő. Főként telenovellákban szerepel.

## Élete
1976-ban megnyerte a Miss Venezuela szépségversenyt, de a koronázás után két nappal lemondott a címről.

## Filmográfia

### Film
| Év   | Eredeti cím                         | Cím | Szerep                  |
| ---- | ----------------------------------- | --- | ----------------------- |
| 1977 | Las tracaleros                      |     |                         |
| 1998 | 100 años de perdón                  |     | Lucía Carvajal          |
| 2010 | Más sabe el Diablo: El primer golpe |     | Margarita Ponce de León |

### Telenovella
| Év        | Eredeti cím                          | Cím                        | Szerep                               |
| --------- | ------------------------------------ | -------------------------- | ------------------------------------ |
| 1976      | Cumbres borrascosas                  |                            | Catalina Earnshaw                    |
| 1977      | Rafaela                              |                            |                                      |
| 1978      | María del Mar                        |                            | Liduvina                             |
| 1979      | Emilia                               |                            | Emilia                               |
| 1982      | La Fruta Amarga                      |                            |                                      |
| 1982      | El Pecado de una Madre               |                            |                                      |
| 1986      | Esa muchacha de ojos café            |                            | María Gracia Subero                  |
| 1988      | Alba Marina                          |                            |                                      |
| 1989      | La Sombra de Piera                   |                            |                                      |
| 1990      | Pasionaria                           |                            | Elizabeth Montiel                    |
| 1991      | Mundo de Fieras                      |                            | Indiana Castro/Pociedad              |
| 1994      | Peligrosa                            |                            |                                      |
| 1995      | Como tú, ninguna                     | Nincs hozzád hasonló       |                                      |
| 1996      | El Perdón de los Pecados             | Bűnök bocsánata            | Amnerys Balza                        |
| 1996      | Quirpa de tres mujeres               |                            | Consuelo                             |
| 1999      | Carita Pintada                       |                            |                                      |
| 2000      | La Revancha                          | A bosszú                   | Emperatriz Azcárraga de Arciniegas   |
| 2001      | Secreto de Amor                      |                            | Teresa                               |
| 2002      | Lejana como el Viento                |                            |                                      |
| 2003      | Rebeca                               | Rebeca                     | Sara                                 |
| 2004      | Anita, No Te Rajes                   | Anita, a bűbájos bajkeverő | Consuelo Guerrero/Graciela O'Donnell |
| 2006      | Tierra de Pasiones                   | Második esély              | Laura Contreras                      |
| 2007      | Bajo las Riendas del Amor            |                            | Victoria Román                       |
| 2008-2009 | El Rostro de Analía                  | A bosszú álarca            | Olga Palacios                        |
| 2010      | Perro Amor                           |                            | Clemencia de Brando                  |
| 2010-2011 | El Fantasma de Elena                 |                            | Antonia 'Latoña' Sulbarán            |
| 2011      | Mi Corazón Insiste... en Lola Volcán | Szalamandra                | Laura Palacios de Santacruz          |
| 2012      | El Laberinto                         |                            |                                      |
| 2013      | Marido en alquiler                   |                            | Mirna Bello/Gisele Salinas           |

## Fordítás
- Ez a szócikk részben vagy egészben  az   Elluz Peraza című spanyol Wikipédia-szócikk fordításán alapul.  Az eredeti cikk szerkesztőit annak laptörténete sorolja fel. Ez a jelzés csupán a megfogalmazás eredetét és a szerzői jogokat jelzi, nem szolgál a cikkben szereplő információk forrásmegjelöléseként.